# Tauri (catena montuosa)
I Tauri (in tedesco  Tauern) sono una catena montuosa dell'Austria meridionale e, in minima parte, dell'Italia.

## Classificazione

### Partizione delle Alpi
Secondo la Partizione delle Alpi del 1925 i Tauri si trovavano nelle Alpi orientali ed erano una parte delle più estese Alpi Noriche.

### SOIUSA
Secondo la Suddivisione Orografica Internazionale Unificata del Sistema Alpino (SOIUSA) del 2005 i Tauri costituiscono le seguenti due sezioni delle Alpi (su un totale di 36):
- Alpi dei Tauri occidentali
- Alpi dei Tauri orientali

## Caratteristiche generali
Sono una catena scistoso-cristallina della parte meridiana delle Alpi Orientali. È delimitato a nord dalle valli del Salzach e dell'Enns, a sud dalla Drava e ad est dalla Mura. Il gruppo si divide in due sottogruppi:
- Alti Tauri (in tedesco Hohe Tauern) nel Salisburghese fino ai confini con l'Alto Adige
- Bassi Tauri (in tedesco Niedere Tauern) tra il Salisburghese e la Stiria.

Gli Alti Tauri sono più estesi ed elevati e raggiungono quasi i 3.800 m con il monte Großvenediger (3.674 m), il Großglockner (3.797 m) che è la vetta più alta dell'Austria, che giungono fino al Radstadpass (1.738 m) e costituiscono la parte occidentale del sistema. 
Il versante settentrionale è ristretto e ripido, umido e boscoso con centri abitati radi e la popolazione dedita all'allevamento del bestiame. Il versante meridionale è meno ripido, più popoloso e adatto alle coltivazioni.
I Bassi Tauri raggiungono la maggior elevazione con l'Hochgolling (2863 m) che si estendono fino al Schoberpass (849 m) e il loro versante meridionale è per la maggior parte coperto da boschi di abeti e scarsamente popolato. Sul versante settentrionale le colture sono più estese per quanto anche qui predomini il bosco. Invece la zona dei Tauri di Radstadt era ricca di miniere, ora esaurite, di rame, nichel, ferro, arsenico, zinco, grafite e magnesite.